# 金希文
金希文（英語：Gordon Shi-Wen Chin，1957年—），台灣作曲家，指挥家，出生於雲林縣斗六鎮，後舉家移居日本橫濱，其於中學時期隨武藏野音樂大學教授學習鋼琴。后獲得美國拜歐拉大學鋼琴及作曲雙學位及伊士曼音樂學院作曲博士。1991年開始擔任音契合唱管絃樂團的指揮，並在1995年起開始擔任該團的音樂總監，目前任教於國立臺灣師範大學，並且擔任日本Euodia交響樂團常任指揮。

## 生平

### 幼年生活和移居日本
1957年，金希文出生於台灣雲林斗六，父親是一位高中音樂老師，五歲時便由父親教導彈琴。幼年時常隨父親所帶的合唱團到各地演出時跟著旅行、聆聽音樂。
小學四、五年級時開始到台南和陳美滿老師學習鋼琴，他的演奏技術長進很快，贏得不少獎項，金希文十分享受音樂的樂趣，他經常會在上學途中二、三十分鐘的路程中唱自己所即興的歌曲。
1969年，金希文的父親決定轉行貿易，舉家遷居日本橫濱。金希文進入橫濱市立港中學就讀，剛到日本的金希文因為語言不通，在人際上遭受孤立，與周遭的隔絕使他開始思考人存在的意義。國三那年，他在家附近的華僑教會受洗成為基督徒。
1973年，進入橫濱市立商業高等學校就讀。在日本期間，金希文向武藏野音樂大學的水上雄三教授學習鋼琴。

### 赴美求學
1976年，金希文前往美國就讀拜歐拉大學，當時他認為學習建築可以兼顧經濟和藝術，但學校沒有建築系因此他便進入數學系。到了大三開學前，他下定決心轉入音樂系，一開始主修鋼琴，後來轉為鋼琴和作曲。音樂系的課程讓他非常感興趣，但由於他並非從小音樂科系直升，因此十分刻苦努力，他作曲的練習作品數量甚至勝過全系所有作曲學生的總和，在學期間兩度獲得約翰·布朗寧作曲比賽首獎。
1979年，他的交響詩《牧笛》首演。
1982年，25歲的金希文畢業於拜歐拉大學，並進入伊士曼音樂學院就讀鋼琴和作曲雙碩士，向克里斯托弗·勞斯等老師學習。
1988年，金希文取得作曲博士學位，同年返台定居。

### 在臺經歷
1989-1994年，金希文任教于東海大學音樂系。
1991年開始擔任音契合唱管絃樂團的指揮，並在1995年起開始擔任該團的音樂總監，同時擔任日本Euodia交響樂團常任指揮。
1994-2000年，任教于東吳大學音樂系。2000年起，任教于國立台灣師範大學大學音樂系。
2018年，獲第20屆國家文藝獎。

## 樂評
- 1997
  - Los Angeles Times——對金希文的評論為『金希文的第三號交響曲《臺灣》在現代西方大型管弦樂戲劇性的表現手法上，是位有自信的大師。』
  - The Boston Globe——樂評說金希文的作品『蘊含在高昂的情感和技巧上』。
  - The San Diego Union-Tribune——樂評認為金希文『明顯的擁有令人讚賞的天分，和看漲的聲譽』並認為其作品為『融合了犀利的活力與對絃樂音響有自信的駕馭能力』。

- 2004
  - New York Sun——稱金希文的作品《風　時間碰撞的聲響》時說，『他的作品宛如一首詩，由不同的聲音在朗讀」。

- 2006
  - The San Diego Union-Tribune——『雙協奏曲，刻下痕跡。』

- 2007  
  - Fanfare——金希文的雙協奏曲，是繼布拉姆斯之後，最好的雙協奏曲。

- 2016
  - Hoch dramatische Symphonik—— 1957年次的台灣作曲家金希文並不如同許多亞洲作曲家，致力將民族傳統素材帶進西方管弦樂的脈絡，而是朝著西方的典範寫出尖端現代的音樂。他捨棄"智識化"的做法而著重表達音樂的戲劇性內容。2006所創作的大提琴協奏曲即是很好的例子: 這份錄音裡噴發而出的能量為聽者留下了爆炸性的印象。兩個快板樂章 ‘Dreams tapped inside the mirror’ 與 ‘After great pain’的部分段落有著清晰的主題，詮釋者並不須特別著意猜測其內涵意旨。在楊文信與與呂紹嘉精湛的引導下，音樂自有其言說力量。第三交響曲的各個樂章也都附有標題--- ‘Plunder’, ‘Dark Night’, ‘Upsurge’——高度的戲劇性在國家交響樂團的精采詮釋下，呈現了台灣的歷史，而慢板樂章更是留下了沉重的印記。

## 歷年作品
- 1979年
  - 交響詩《牧笛》<Los Angeles>

- 1980年
  - 交響詩《晨野》<Los Angeles>
  - 鋼琴小品《蝴蝶戀花》<Los Angeles>
  - 鋼琴協奏曲
- 鋼琴小品《故園秋日》<Los Angeles>

- 1981年
  - 絃樂四重奏第一號 <Los Angeles>
  - 小提琴曲《思》<Los Angeles>

- 1982年
  - 交響詩《哀聲》
  - 大提琴曲《詩篇39篇》<Rochester>

- 1983年
  - 絃樂四重奏第二號 <Rochester>{美國PBC廣播}
  - 鋼琴組曲《Shue-Bien》<Rochester>
- 為人聲和鋼琴的詩 <Rochester>

- 1984年
  - 交響詩《詩篇143篇》
  - 小提琴曲《加略山上的呼喚》<New York>
  - 小提琴曲《網》<Rochester>

- 1985年
  - 鋼琴三重奏第一號 <Rochester>{美國PBC廣播}
  - 出版《在一個感恩的傍晚》
  - 大提琴曲《罪的獨白》<Rochester>

- 1986年
  - 交響詩《長恨歌》； 台北市交委託<Taipei>
  - 打擊樂曲《野葡萄》；朱宗慶打擊樂團委託<Taipei>
  - 小提琴曲《人的故事》 <New York>
  - 出版《流水‧歲月‧人生》
  - 合唱交響詩《突破》；音契合唱管絃樂團委託 <Taiwan>
  - 合唱交響曲《現代人的痛苦》；音契合唱管絃樂團委託 <Taipei>

- 1987年
  - 小提琴曲《路》；台北市交委託
  - 合唱交響曲《詩篇145篇》；音契合唱管絃樂團委託 <Taiwan>

- 1988年
  - 合唱交響曲《從未有如此的一個時代》；音契合唱管絃樂團委託 <Taiwan>
  - 《鋼琴三重奏第二號》；台灣三重奏委託<Taipei>{洛杉磯KFG廣播}
  - 出版《門》

- 1989年
  - 為打擊樂、女高音、合唱、長笛團而譜的《捕風的人》；台北打擊樂團委託 <Taipei>
  - 鋼琴曲《失去泥香的田野》；陳湘瑜委託創作 <Taipei>
  - 絃樂交響曲《異象谷》；台北愛樂委託創作 <Taipei>

- 1989年
  - 低音大提琴曲《於是我佇立在風中》 <Taipei>
  - 為低音管團譜的《幻想曲》；郭宗恆委託創作 <Taiwan>
  - 為長笛團譜的《橋‧行人》 <Taiwan>
  - 為打擊樂團、二胡、梆笛、低音管、大提琴所譜的《小路，百合，良人》；朱宗慶打擊樂團委託 <Taipei>
  - 為兩位女高音、兩位打擊樂手和絃樂團所譜的《路》；音契合唱管絃樂團委託 <Taipei>
  - 為交響樂團所譜的《豐年‧火祭》；國家音樂廳委託創作 <Taipei>

- 1990年
  - 合唱交響曲《不是死亡，乃是真的生命》；音契合唱管絃樂團委託 <Taipei>
  - 打擊樂曲《捕風》；台北聯合打擊樂團委託 <Taipei>
  - 《為十一位音樂家的協奏曲》；台北獨奏家室內樂團委託 <Taipei>
  - 長笛獨奏曲《樹》；劉慧謹委託 <Taiwan>
  - 室內樂《冷酷與不毛間的永遠》；藝術室內樂團委託 <Taipei>

- 1991年
  - 清唱劇《回憶與盼望》；音契合唱管絃樂團委託 <Taipei>{C.D.}
  - 合唱交響曲《偉大之光》；日本Euodia交響樂團委託 <Tokyo>
  - 為女高音，中提琴和鋼琴的《神啊，如果你是》<Taipei>
  - 《鋼琴協奏曲第一號》；台北愛樂委託 <Vancouver>

- 1992年
  - 合唱交響戲劇曲《尋夢者》 <Taipei>
  - 交響曲第二號《痕跡》；音契合唱管絃樂團委託 <Taipei>{C.D.}
  - 給管風琴的《狂想曲》；國家音樂廳委託 <Taipei>
  - 小提琴曲《天地一沙鷗》
  - 鋼琴曲《殘像》 <Paris>
  - 打擊樂曲《流盪之星》；台北聯合打擊樂團委託 <Taipei>{C.D.}

- 1993年
  - 給女高音和室內樂《雜詩三首》；藝術室內樂團委託創作 <Taiwan>
  - 事詩《深淵的求告》；音契合唱管絃樂團委託 <Taipei>
  - 《詩篇交響曲》；日本Euodia交響樂團委託創作 <Tokyo>

- 1994年
  - 給長笛和低音管的《雙協奏曲》；台北市立交響樂團委託創作 <Prince George>
  - 交響詩《夸父逐日》；加拿大溫哥華交響樂團首演 <Vancouver>{加拿大CBC廣播}
  - 為合唱團及國樂團的合唱交響曲《邀》；聯合實驗國樂團委託創作 <Taipei>
  - 給打擊樂四重奏和管絃樂團的狂想曲《逆潮》；朱宗慶打擊樂團委託 <Taipei>

- 1995年
  - 《交響曲第四號》；日本Euodia交響樂團委託創作<Tokyo>
  - 《交響曲第三號》；為溫哥華交響樂團演出而委託 <Vancouver>
  - 《合唱管絃樂曲》； <Taiwan>
  - 小提琴曲《Phantasy》；<Taipei>
  - 為合唱及大型管絃樂團的《風中的種子》；音契合唱管絃樂團委託<Taipei>

- 1996年
  - 為大型室內樂團的《台灣緬懷曲》<Taipei>
    - I. 避海人
    - II. 苦旅
    - III. 孤寂的憤怒

  - 為合唱及大型管絃樂團的《日出台灣》、《得露之草》、《手裡的風箏線》

- 1997年 
  - 擊樂四重奏第三號《一夢花季後》；台北打擊樂團委託 <Taipei>
  - 為女高音與室內樂團《雜詩三首》；藝術家室內樂團委託 <Taipei>
  - 室內樂《海的隨想》；基隆國際音樂節委託 <Taipei>
  - 為大型室內樂團《甦醒的季節》 <Taipei>

- 1998年
  - 《小提琴協奏曲第一號》；為林昭亮演出而受委託<Taipei>
  - 《擊樂四重奏第四號》；台北打擊樂團委託 <Taipei>
  - 為合唱及大型管絃樂團的《黃昏亦芬芳》、《希望之網》 <Taipei>

- 1999年
  - 為合唱及大型管絃樂團的《催速的時代》<Taipei>
  - 《擊樂四重奏第五號》；台北打擊樂團委託 <Taipei>
  - 為雙鋼琴寫的《倘佯在大屯山上》；美國鋼琴家Noel Lin委託 <New York>
  - 合唱管絃樂曲《晚安、20世紀》 <Taipei>

- 2000年
  - 為小提琴及絃樂團的協奏曲《福爾摩沙的四季》； Joan & Irwin Jacobs委託創作 <San Diegoi>
  - 交響三部曲《風雨中的家園》、《築橋》、《生之盼》 <Taipei>
  - 關懷台灣系列組曲之二《無言之歌》<New York>

- 2001年
  - 擊樂協奏曲《曠野的呼聲》；擊樂家連雅文委託<Taipei>
  - 單簧管協奏曲《追風者的回憶》；日本Euodia交響樂團委託創作 <Tokyo>
  - 《Phantasy for Piano and Orchestra》；台灣省立交響樂團委託
  - 給合唱及管絃樂團的《夢見一座橋》；潘冀建築事務所委託<Taipei>

- 2002年
  - 關懷台灣系列組曲之二《無言之歌之二》<Taipei>
  - 給小提琴與大提琴的《雙協奏曲》；聖地牙哥交響樂團委託創作 <San Diego>

- 2003年
  - 《第三號小提琴協奏曲》；白鷺鷥文教基金會委託 為擊樂四重奏的《Phantasy》；台北打擊樂團委託<Taipei>
  - 鋼琴曲《Phantasy》；文建會委託 <Taipei>
  - 給女高音及室內樂團的《葉印》；為Turning Point Ensemble演出委託<Vancouver>
  - 給大提琴及打擊樂的《風、時間碰撞的聲響》； 英國Manchester International Cello Festival 委託<Manchester>

- 2004年
  - 交響詩《寂寞的戰士》<Taipei>
  - 給男中音及管絃樂團的《最後的住家》<Taipei>
  - 給女低音及管絃樂團的《詩篇37篇》<Taipei>
  - 給女高音及管絃樂團的《親水》<Taipei>
  - 給旁白及絃樂團的《夏日勁草》<Taipei>

- 2005年
  - 馬偕歌劇《福爾摩沙信簡——黑鬚馬偕》

- 2006
  - 給旁白及絃樂團的《喚醒》; <Taipei>
  - 給合唱及管絃樂團的《キリストの香り》;日本Euodia合唱管絃樂團委託創作<Tokyo>
  - 大提琴協奏曲第一號; 慈林教育基金會委託創作<Taipei>
  - 給大提琴、打擊樂、鋼琴的三重奏《不確切的天空》; 慈林教育基金會委託創作<Taipei>
  - 給管絃樂團的《感恩的詩篇》；音契文化藝術基金會委託創作<Taipei>

- 2007
  - Naxos出版金希文專輯《Formosa Seasons》
  - 給合唱及管絃樂團的《漂蕩的幻影》<Taipei>
  - 給舞者、男高音、及管絃樂團的《溺水的舞者》<Taipei>
  - 歌劇《黑鬚馬偕》第二版創作

- 2008
  - 管絃樂曲《愛與死》

- 2009
  - 給大提琴及管弦樂的《浪漫曲》; Santa Barbara Chamber Orchestra委託創作<Santa Barbara>
  - 給女高音, 男中音, 合唱團及管絃樂團的音樂詩劇《舞後無痕 I》<Taipei>
  - 豎笛協奏曲《清澈的午夜》日本Euodia交響樂團委託創作<Tokyo>
  - 第一號鋼琴協奏曲; 白鷺鷥文教基金會與春之文化基金會共同委託創作<Taipei>

- 2010
  - 兩首給長笛,豎笛,低音大提琴及鋼琴的室內樂曲《淚泉》,《初雨》; 日本長笛家Kaori Sion委託創作<Tokyo>
  - 鋼琴曲《二月歌》<Seattle>
  - 給女高音, 男中音, 合唱團及管絃樂團的音樂詩劇《舞後無痕 II》<Taipei>

- 2011
  - 給女高音, 男中音, 合唱團及管絃樂團的音樂詩劇《流動的記憶》;台北愛樂合唱團委託創作<Taipei;台北愛樂,NSO>
  - 第四號交響曲(revised) <Taipei>

- 2012 	
  - 管絃樂曲《冬之即景 – 溪頭‧小徑‧細雨》; 國立臺灣藝術教育館委託創作
  - 三重協奏曲; 許遠東先生暨夫人紀念文教基金會委託創作<Taipei; NSO>

- 2013
  - 豎笛五重奏《呼喊吧》;日本Euodia室內樂團委託創作<Taichung; Euodia>
  - 管弦樂曲《眼窗之舞》;NSO委託創作<Taipei,　NSO>
  - 鋼琴五重奏《月夜愁》 New Asia Chamber Music Society委託創作<Carnegie Hall, New York>

- 2014
  - 管弦樂作品《Fantasy on theme Remembrance》; 美國Northwest Sinfonietta委託創作 <美國西雅圖Benaroya Hall>

- 2015
  - 合唱管絃樂曲《寧閉口不語》<2015; 台南、高雄>

- 2016
  - 寫給管絃樂團的三首原住民歌曲《鼓動的山巒》;NSO委託創作 <已錄音，近期發行>

- 2017
  - Flute Concerto; 長笛家紫園香委託創作 <預定2018/5/28; 東京>
  - 合唱管絃樂曲《旅人的夜曲》<預定2018/11/11,12 屏東、高雄>
  - 給兩位女高音、男高音、合唱與管弦樂的《難怪你不找上帝》<預定2018/11/11,12 屏東、高雄>

## 有聲出版
Naxos唱片公司先后在2007年及2015年出版两张金希文作品专辑，所录制作品有《双协奏曲》、《福尔摩沙的四季》、《第三号交响曲》、《大提琴协奏曲》。1997年与2010年日本出版了两片CD“Brilliant Clarinet”与“Benedicere ”，其中包含了《The Dancing Mountain》竖笛与大提琴二重奏，与《Spring of Tears》、《Early Rain》两首室内乐曲。国内出版金希文作品专辑CD及DVD六片，其中包括台湾第一首台语/英语歌剧《黑鬚马偕》。

## 外部連結
- 臺灣音樂群像 金希文 （页面存档备份，存于）
- 財團法人音契合唱管絃樂團 （页面存档备份，存于）